# Centrifuge Accommodations Module
Pour les articles homonymes, voir CAM.

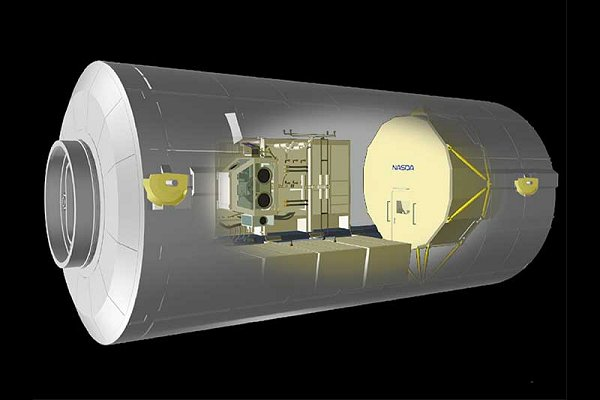
ISS Centrifuge Accommodations Module (NASA)

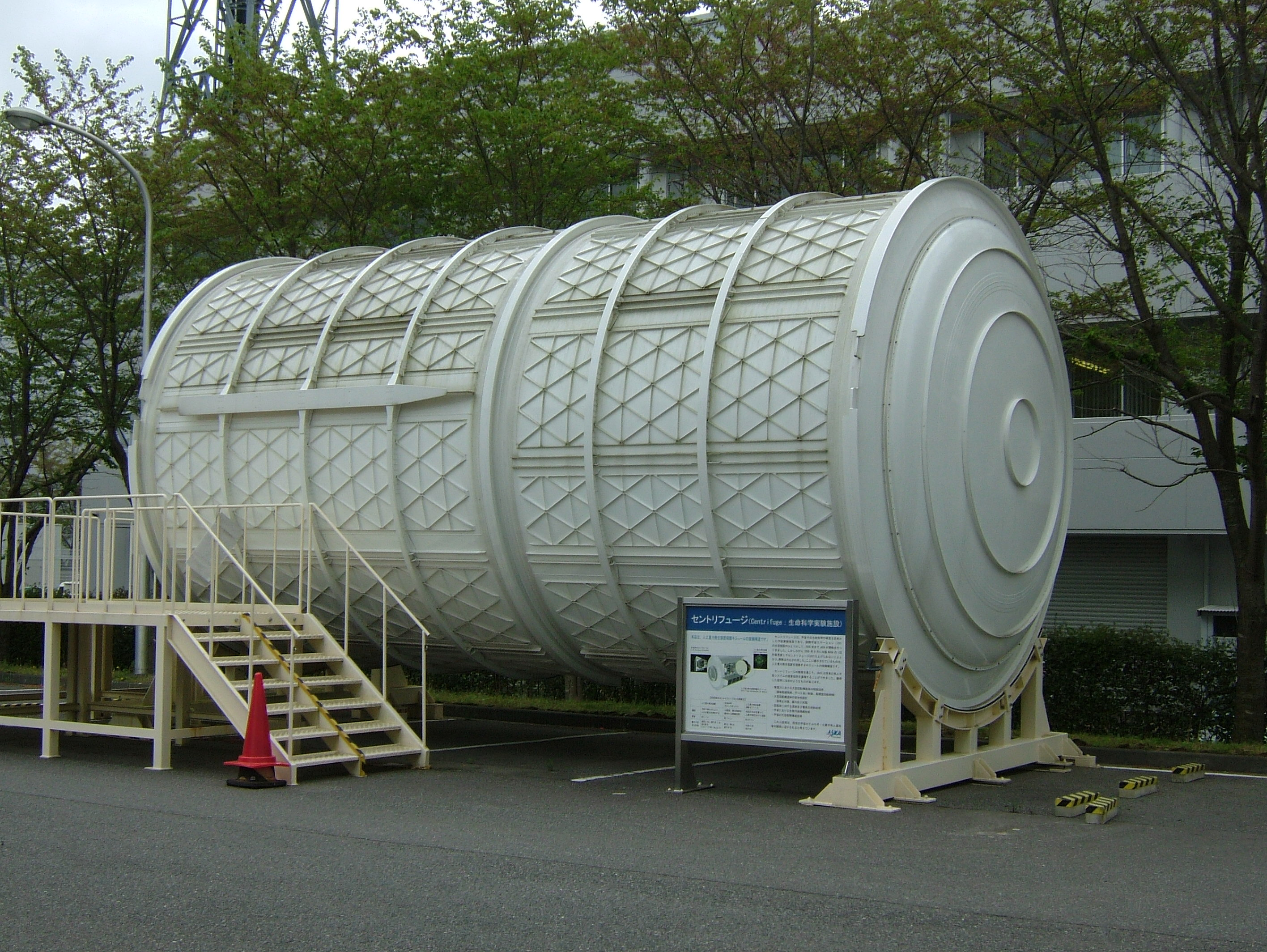
La coque en partie construite du Centrifuge Accommodations Module à Tsukuba.

Le CAM (Centrifuge Accommodations Module) est un élément japonais  de la Station spatiale internationale qui devait fournir un environnement à gravité contrôlée pour des expériences scientifiques. Le développement de ce module de la station spatiale a été annulé alors que sa construction avait déjà commencé.
Il devait héberger une centrifugeuse de grande taille et offrir les fonctions suivantes :
- Exposer des spécimens biologiques à une gravité artificielle variant entre 0,01 G et 2 G.
- Fournir simultanément deux niveaux différents de gravité artificielle.
- Fournir un environnement à gravité partielle ou à gravité forte afin d'étudier les effets et les seuils de gravité affectant différents organismes.
- Exposer durant de courtes périodes des organismes à une gravité partielle ou forte afin d'étudier les effets de la durée d'exposition à ces gravités.
- Fournir une simulation de l'environnement terrestre à bord de la station spatiale afin d'isoler les effets de la microgravité sur les organismes.
- Fournir une simulation de l'environnement terrestre à bord de la station spatiale pour permettre aux organismes étudiés de récupérer des effets de la microgravité.
- Fournir des échantillons de contrôle in situ à 1 G.

Le module a été construit par l'Agence d'exploration aérospatiale japonaise, mais la NASA devait en devenir le propriétaire officiel en échange du lancement gratuit du laboratoire japonais Kibo. Il a été abandonné en 2005 tout comme le Habitation Module et le Crew Return Vehicle, à cause des dépassements de coûts de la station et des problèmes de planification des vols de la navette pour l'assemblage de la station. Le module CAM ainsi que le modèle du rotor de la centrifugeuse étaient déjà construits lorsque le projet a été arrêté. Ce module devait être attaché au nœud Harmony de la station.
Il est exposé en plein air au Centre Spatial de Tsukuba au Japon,.